# 熱流束
熱流束（ねつりゅうそく、英: heat flux）とは、流束のひとつで、単位時間に単位面積を横切る熱量である。
単位には W/m2 が用いられる。

## フーリエの法則
フーリエの法則によれば、熱流束は熱の流れる方向の温度勾配に比例する。その比例係数を熱伝導率（記号ρ）という。